# Messimy-sur-Saône
Pour les articles homonymes, voir Messimy.
Messimy-sur-Saône est une commune française située dans le département de l'Ain, en région Auvergne-Rhône-Alpes.
Les habitants de Messimy-sur-Saône s'appellent les Messimiens.

## Géographie
Commune située au confluent de la Mâtre et de la Saône.

### Climat
Pour des articles plus généraux, voir Climat d'Auvergne-Rhône-Alpes et Climat de l'Ain.
En 2010, le climat de la commune est de type climat océanique altéré, selon une étude du CNRS s'appuyant sur une série de données couvrant la période 1971-2000. En 2020, Météo-France publie une typologie des climats de la France métropolitaine dans laquelle la commune est exposée à un climat de montagne ou de marges de montagne et est dans la région climatique Bourgogne, vallée de la Saône, caractérisée par un bon ensoleillement (1 900 h/an), un été chaud (18,5 °C), un air sec au printemps et en été et des vents faibles.
Pour la période 1971-2000, la température annuelle moyenne est de 12,5 °C, avec une amplitude thermique annuelle de 18,5 °C. Le cumul annuel moyen de précipitations est de 753 mm, avec 9,2 jours de précipitations en janvier et 6,6 jours en juillet. Pour la période 1991-2020, la température moyenne annuelle observée sur la station météorologique de Météo-France la plus proche, « St-Georges-Reneins », sur la commune de Saint-Georges-de-Reneins à 4 km à vol d'oiseau, est de 12,2 °C et le cumul annuel moyen de précipitations est de 723,2 mm,. Pour l'avenir, les paramètres climatiques de la commune estimés pour 2050 selon différents scénarios d'émission de gaz à effet de serre sont consultables sur un site dédié publié par Météo-France en novembre 2022.

## Urbanisme

### Typologie
Au 1er janvier 2024, Messimy-sur-Saône est catégorisée bourg rural, selon la nouvelle grille communale de densité à 7 niveaux définie par l'Insee en 2022.
Elle est située hors unité urbaine. Par ailleurs la commune fait partie de l'aire d'attraction de Lyon, dont elle est une commune de la couronne,. Cette aire, qui regroupe 397 communes, est catégorisée dans les aires de 700 000 habitants ou plus (hors Paris),.

### Occupation des sols
L'occupation des sols de la commune, telle qu'elle ressort de la base de données européenne d’occupation biophysique des sols Corine Land Cover (CLC), est marquée par l'importance des territoires agricoles (75,4 % en 2018), en diminution par rapport à 1990 (76,7 %). La répartition détaillée en 2018 est la suivante : 
terres arables (27,5 %), zones agricoles hétérogènes (27,5 %), prairies (20,4 %), zones urbanisées (18,4 %), eaux continentales (6,1 %).
L'évolution de l’occupation des sols de la commune et de ses infrastructures peut être observée sur les différentes représentations cartographiques du territoire : la carte de Cassini (XVIIIe siècle), la carte d'état-major (1820-1866) et les cartes ou photos aériennes de l'IGN pour la période actuelle (1950 à aujourd'hui).

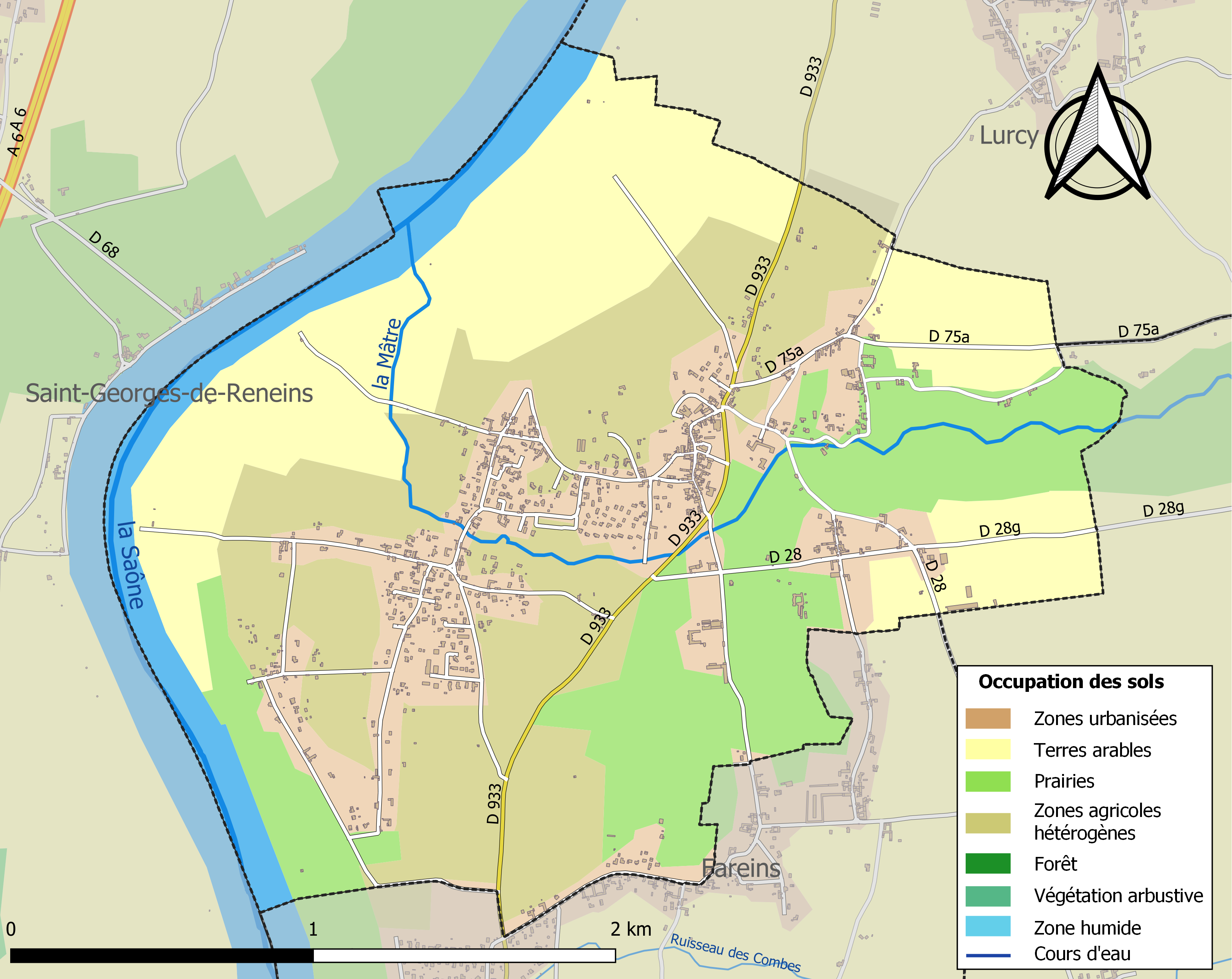
Carte des infrastructures et de l'occupation des sols de la commune en 2018 (CLC).

## Histoire
Village mentionné dès le Xe siècle.

## Toponymie
La commune est officiellement nommée Messimy jusqu'au 7 mars 1983, date à laquelle elle prend le nom de Messimy-sur-Saône.

## Politique et administration

### Découpage territorial
La commune de Messimy-sur-Saône est membre de la communauté de communes Val de Saône Centre, un établissement public de coopération intercommunale (EPCI) à fiscalité propre créé le 1er janvier 2017 dont le siège est à Montceaux. Ce dernier est par ailleurs membre d'autres groupements intercommunaux.
Sur le plan administratif, elle est rattachée à l'arrondissement de Bourg-en-Bresse, au département de l'Ain et à la région Auvergne-Rhône-Alpes. Sur le plan électoral, elle dépend du  canton de Villars-les-Dombes pour l'élection des conseillers départementaux, depuis le redécoupage cantonal de 2014 entré en vigueur en 2015, et de la quatrième circonscription de l'Ain  pour les élections législatives, depuis le dernier découpage électoral de 2010.

### Tendances politiques et résultats
| Scrutin             | Scrutin             | 1er tour | 1er tour | 1er tour | 1er tour | 1er tour   | 1er tour | 1er tour | 1er tour    | 1er tour | 1er tour | 1er tour | 1er tour | 2d tour | 2d tour | 2d tour | 2d tour | 2d tour | 2d tour |
| Scrutin             | Scrutin             | 1er      | 1er      | %        | 2e       | 2e         | %        | 3e       | 3e          | %        | 4e       | 4e       | %        | 1er     | 1er     | %       | 2e      | 2e      | %       |
| ------------------- | ------------------- | -------- | -------- | -------- | -------- | ---------- | -------- | -------- | ----------- | -------- | -------- | -------- | -------- | ------- | ------- | ------- | ------- | ------- | ------- |
| Présidentielle 2017 | Présidentielle 2017 |          | LR       | 26,58    |          | FN         | 25,37    |          | EM          | 22,68    |          | LFI      | 11,54    |         | EM      | 61,11   |         | FN      | 38,89   |
| Présidentielle 2022 | Présidentielle 2022 |          | LREM     | 32,91    |          | RN         | 24,56    |          | LFI         | 12,15    |          | REC      | 9,24     |         | LREM    | 60,00   |         | RN      | 40,00   |
| Législatives 2022   | 4e                  |          | RN       | 22,39    |          | LREM (ENS) | 19,96    |          | LFI (NUPES) | 15,11    |          | LR       | 14,37    |         | RN      | 64,38   |         | LFI     | 35,62   |
| Législatives 2024   | 4e                  |          | RN       | 41,62    |          | HOR (ENS)  | 27,70    |          | EELV (NFP)  | 19,46    |          | LR       | 10,00    |         | HOR     | 53,49   |         | RN      | 46,51   |

### Administration municipale

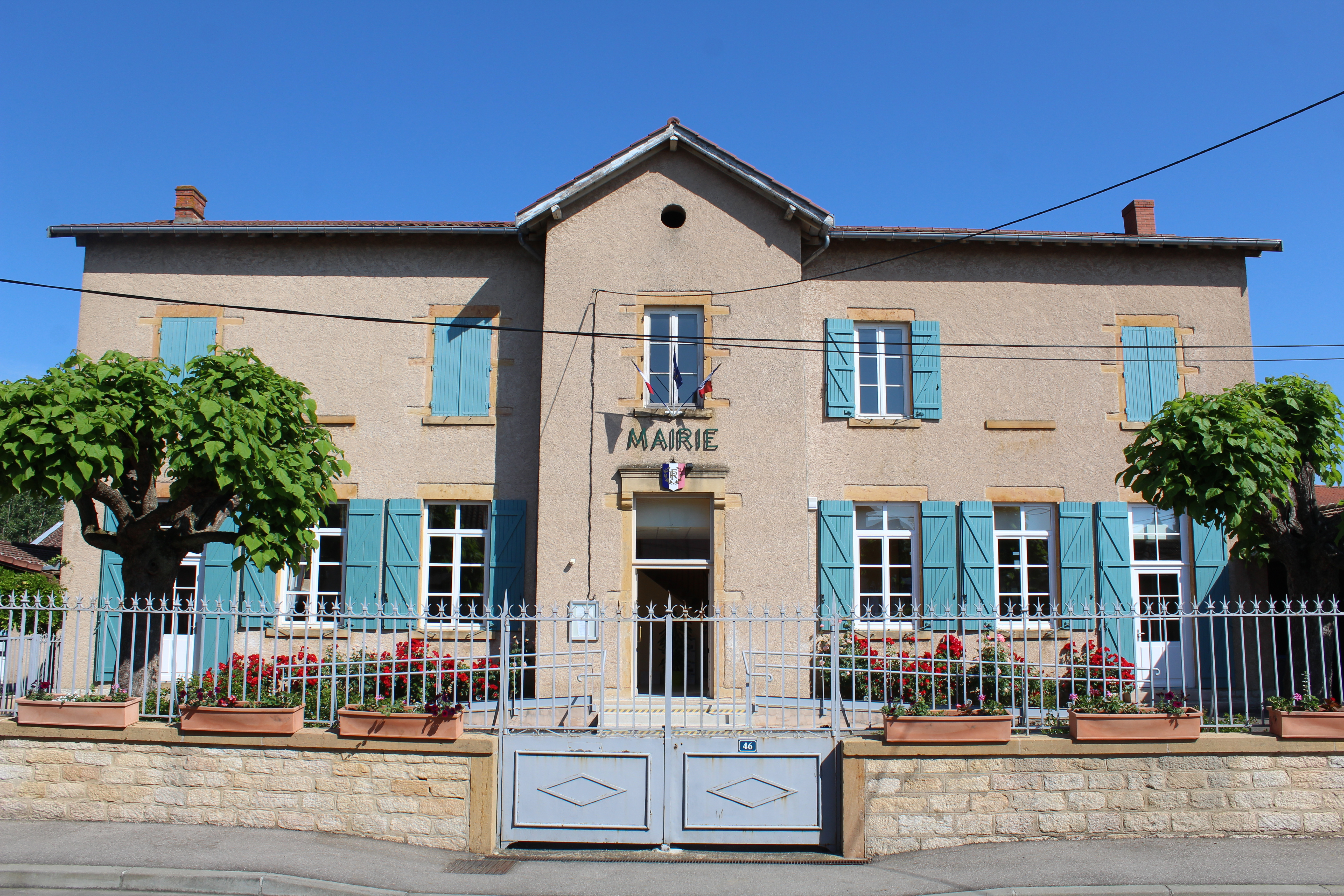
Mairie.

| Période                                  | Période   | Identité              | Étiquette | Qualité                                   |
| ---------------------------------------- | --------- | --------------------- | --------- | ----------------------------------------- |
| juin 1995                                | mars 2008 | Marc Du Verne         |           |                                           |
| mars 2008                                | mai 2010  | Philippe Brunel       |           |                                           |
| mai 2010                                 | mars 2014 | Pierre Clerc          |           |                                           |
| mars 2014                                | mai 2020  | Jean-Claude Mourregot |           | Retraité salarié du secteur privé         |
| mai 2020                                 | En cours  | Thierry Michal        |           | Ingénieur ou cadre technique d'entreprise |
| Les données manquantes sont à compléter. |           |                       |           |                                           |

## Démographie
L'évolution du nombre d'habitants est connue à travers les recensements de la population effectués dans la commune depuis 1793. Pour les communes de moins de 10 000 habitants, une enquête de recensement portant sur toute la population est réalisée tous les cinq ans, les populations de référence des années intermédiaires étant quant à elles estimées par interpolation ou extrapolation. Pour la commune, le premier recensement exhaustif entrant dans le cadre du nouveau dispositif a été réalisé en 2004.
En 2022, la commune comptait 1 312 habitants, en évolution de +8,43 % par rapport à 2016 (Ain : +5,15 %, France hors Mayotte : +2,11 %).
| 1793 | 1800 | 1806 | 1821 | 1831 | 1836 | 1841 | 1846 | 1851 |
| ---- | ---- | ---- | ---- | ---- | ---- | ---- | ---- | ---- |
| 692  | 687  | 871  | 849  | 781  | 818  | 795  | 831  | 855  |

| 1856 | 1861 | 1866 | 1872 | 1876 | 1881 | 1886 | 1891 | 1896 |
| ---- | ---- | ---- | ---- | ---- | ---- | ---- | ---- | ---- |
| 819  | 810  | 778  | 711  | 741  | 729  | 707  | 653  | 639  |

| 1901 | 1906 | 1911 | 1921 | 1926 | 1931 | 1936 | 1946 | 1954 |
| ---- | ---- | ---- | ---- | ---- | ---- | ---- | ---- | ---- |
| 575  | 535  | 493  | 462  | 442  | 407  | 400  | 408  | 360  |

| 1962 | 1968 | 1975 | 1982 | 1990 | 1999 | 2004  | 2006  | 2009  |
| ---- | ---- | ---- | ---- | ---- | ---- | ----- | ----- | ----- |
| 352  | 346  | 401  | 619  | 827  | 931  | 1 028 | 1 100 | 1 194 |

| 2014  | 2019  | 2022  | - | - | - | - | - | - |
| ----- | ----- | ----- | - | - | - | - | - | - |
| 1 224 | 1 253 | 1 312 | - | - | - | - | - | - |

## Culture et patrimoine

### Lieux et monuments
- Château de Montbriand

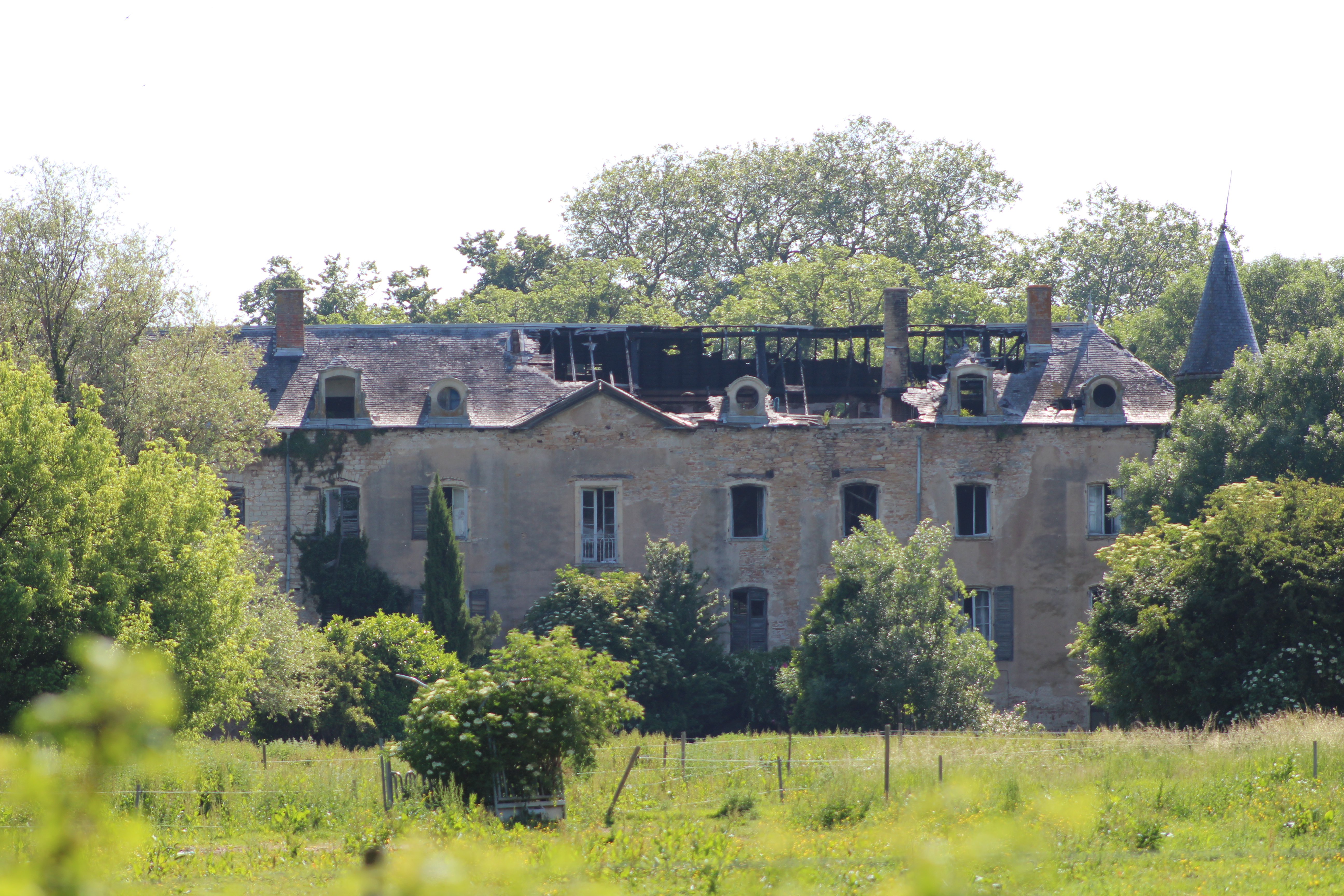
Château de Montbriand.

Il fait l'objet d'une inscription au titre des monuments historiques depuis 1989.
- Château de Messimy, remanié aux XIVe et XVIIe siècles.
- Église Saint-Pierre de Messimy-sur-Saône d'origine romane, remaniée au XVe et au XIXe siècle.